# Izatha florida
Izatha florida là một loài bướm đêm thuộc họ Oecophoridae. Nó là loài đặc hữu của New Zealand, ở đó nó được tìm thấy ở tây bắc Nelson.
Sải cánh dài 14.5–20 mm đối với con đực. Con trưởng thành bay vào tháng 11 and tháng 12.